# Agrarkrisen
Med agrarkrisen avses den kraftiga konjunktursvacka som drabbade det europeiska jordbruket under medeltiden. Krisen ledde till prisfall på spannmål.
Agrarkrisen inträffade i mitten av 1300-talet, samtidigt som digerdöden. Krisen varade cirka 100 år. De två århundradena närmast före krisen innebar ett uppsving för jordbruket, vilket innebar att skördarna och spannmålshandel hade gått med överskott. Detta gjorde det möjligt för befolkningen att flytta till städer och det fjärde ståndet, borgarna, uppstod därför också under denna epok.
Vid ingången till 1300-talet gav skördarna inte längre något överskott, vilket resulterade i svält och massdöd. Enligt en teori var en av krisens orsaker överbefolkning, uppodlandet av dålig jord var en annan teori. Möjligen kan en köldperiod ha föranlett jordbrukets minskade avkastning